# Václavice (Hrádek nad Nisou)

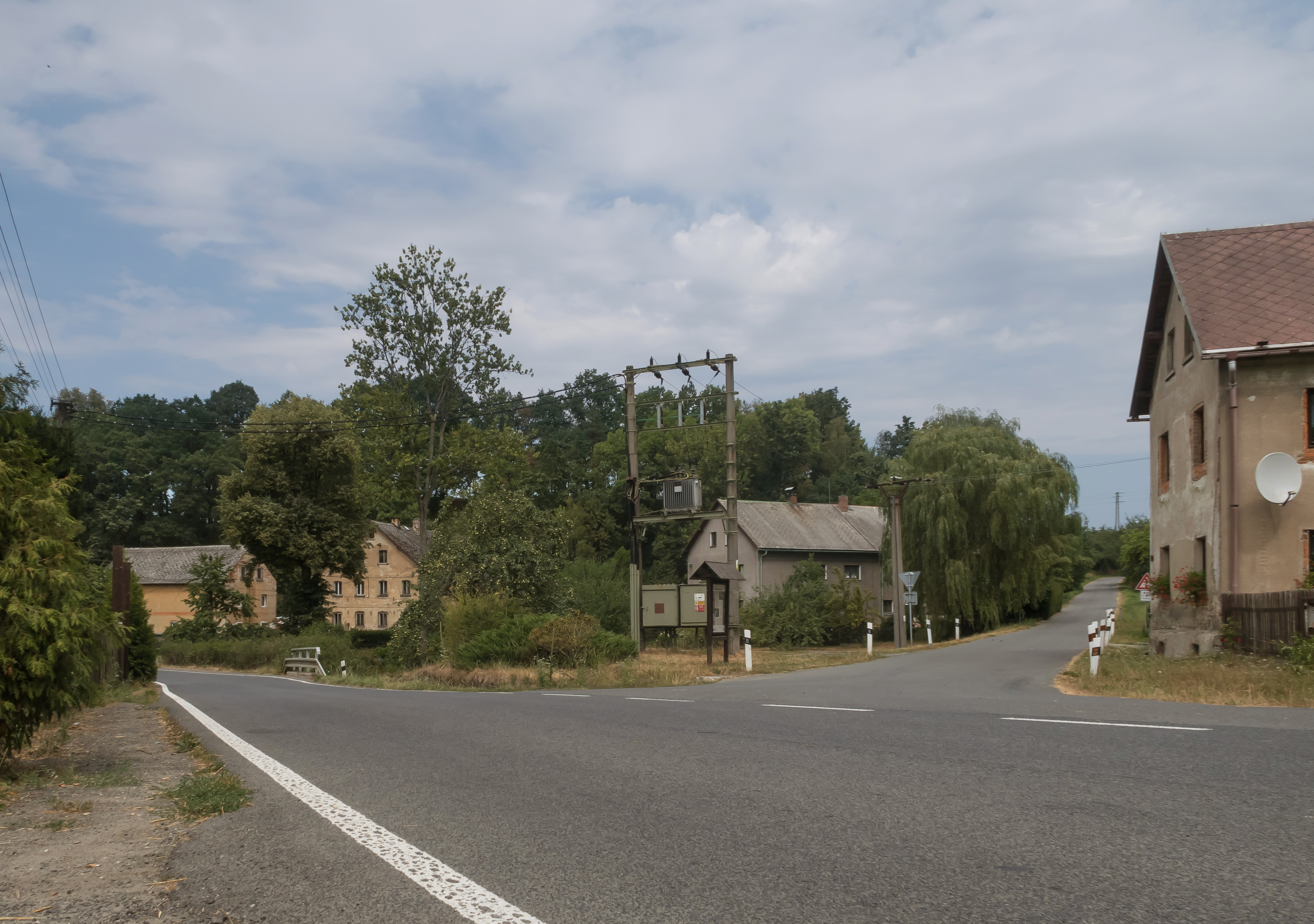
Václavice

Václavice (deutsch Wetzwalde) ist ein Ortsteil der Stadt Hrádek nad Nisou in Tschechien. Er liegt fünf Kilometer östlich von Hrádek nad Nisou an der Grenze zu Polen und gehört zum Okres Liberec.

## Geographie
Václavice erstreckt sich entlang des Václavický potok (Grafensteiner Bach, auch Wetzwalder Bach) im Grottauer Becken (Hrádecká pánev). Nördlich erheben sich der Vřesový vrch (Heideberg, 341 m) und der Kamenný vrch (Steinberg, 400 m), im Nordosten der Výhledy (Gickelsberg, 569 m), östlich der Velký kopec (406 m), im Süden der Landův kopec (372 m). Nördlich entspringt der Ślad (Schladebach). Westlich des Dorfes wird eine große Sandgrube betrieben.
Nachbarorte sind Uhelná, Białopole und Opolno Zdrój im Norden, Jasna Góra und Horní Vítkov im Nordosten, Dolní Vítkov im Osten, Chrastava und Dolní Chrastava im Südosten, Pekařka und Bílý Kostel nad Nisou im Süden, Chotyně im Südwesten, Grabštejn und Hrádek nad Nisou im Westen sowie Oldřichov na Hranicích im Nordwesten.

## Geschichte
Die erste schriftliche Erwähnung von Wezillwalde und der Kirche des hl. Apostels Jakobus erfolgte im Jahre 1326. Wahrscheinlich leitet sich der Name des Dorfes vom Vornamen Werner ab, möglicherweise vom Grafensteiner Burgherren Werner von Donin, der im 14. Jahrhundert auch Kirchpatronat über die Kirche innehatte. Eine andere Variante geht davon aus, dass der erste Siedler Václavík bzw. Watzlik hieß. Im Laufe der Jahre entwickelte sich der Ortsname über Wetzwald und Weiczilswald zu Wetzwalde.
Das Dorf gliedert sich in drei Teile; im Südosten das Oberdorf, um die Kirche und Straße nach Bäckenhain das Mitteldorf und westlich an der Straße nach Grafenstein das Niederdorf. Die Einwohner waren im 16. Jahrhundert protestantisch geworden. Wetzwalde war zur Burg Grafenstein untertänig. Daneben bestanden zwei kleine Höfe. Im Oberdorf lag der Zuschhof, auch Edelhof genannt, und im Niederdorf der Schwarze bzw. Kleine Hof. Letzterer gehörte der Herrschaft Grafenstein. Besitzer des Tschuschhofes war 1630 Hans von Nostitz. Während des Dreißigjährigen Krieges wurde Wetzwalde verwüstet und auch die Kirche wurde zerstört.
Der Katholik Matthias Gallas und seine Erben begannen mit der Rekatholisierung. Etwa 100 der Einwohner verließen ihres Glaubens wegen zwischen 1651 und 1696 Wetzwalde und gingen ins Exil in die Oberlausitzer Nachbarorte Reichenau und Lichtenberg. Die große Glocke der zerstörten Kirche holten die Flüchtlinge über die Grenze nach Reichenau und brachten sie in die dortige Kirche. Wetzwalde wurde nach Kratzau gepfarrt. 1699 erfolgte der Neubau der Kirche des Apostels Jakobus. Danach dauerte es bis ins 18. Jahrhundert bis sich das Dorf wieder erholte. Im Jahre 1731 kaufte der Wetzwalder Einwohner Josef Thiel eine Orgel für die Kirche. 1787 wurde die Kirche rekonstruiert und im Jahr darauf zur Lokalie erhoben, zu der auch Kohlige gehörte. Seit dem 17. Jahrhundert ist in Wetzwalde mit Christoph Worm ein Erbrichter nachweisbar, nachfolgend übten die Familien Worm, Thiel und Pietsch dieses Amt bis 1850 aus.
Im Jahre 1830 bestand der Ort aus 208 Häusern und hatte 1.285 Einwohner. Von Grafenstein führte eine Straße über Wetzwalde nach dem bedeutenden sächsischen Kurort Bad Oppelsdorf und an der Grenze bestand ein Zollamt. Zu dieser Zeit eröffnete eine Kohlengrube. Jedoch wurde nur minderwertige Schwefelkohle gefördert und das unrentable Werk bereits 1859 stillgelegt.
Nach der Aufhebung der Patrimonialherrschaften bildete Wetzwalde mit dem Ortsteil Kohlige ab 1850 eine politische Gemeinde im Gerichtsbezirk Kratzau bzw. Bezirk Reichenberg. Am 22. Juni 1866 zogen während des Deutschen Krieges die Preußen bei Kohlige an die Grenze und provozierten die Radetzky-Husaren. Eine Woche danach drangen sie nach Böhmen ein und besetzten Wetzwalde. Im Oberdorf und in Kohlige schlugen sie Militärlager auf und plünderten das Dorf aus.
1869 lebten in Wetzwalde 1459 Menschen, im Jahre 1900 waren es 1425. Die Bewohner lebten von der Landwirtschaft oder verdienten sich ihren Lebensunterhalt in den Fabriken der umliegenden Orte und den Görsdorfer Braunkohlengruben. Ein weiterer Erwerbszweig war die Hausweberei. Im Jahre 1873 gab es in Wetzwalde 273 Hausweber. Im Niederdorf bestand das Ausflugslokal Fasangarten, heute dient es als Verwaltungsgebäude der Sandgrube. Daneben bestanden mit dem Annenhof und dem Stern zwei weitere Gasthäuser, letzteres wurde nach 1950 abgerissen. Die Einwohnerzahl sank und 1930 hatte das Dorf nur noch 1341 Einwohner. Nach dem Münchner Abkommen wurde Wetzwalde 1938 dem Deutschen Reich zugeschlagen und gehörte bis 1945 zum Landkreis Reichenberg. Einschließlich des Ortsteils Kohlige lebten 1939 in der Gemeinde 1405 Menschen. Nach dem Ende des Zweiten Weltkrieges kam das Dorf zur Tschechoslowakei zurück und die deutschen Bewohner wurden bis 1946 vertrieben. Im Jahre 1948 wurde Wetzwalde in Václavice umbenannt.
In den nachfolgenden Jahren wurden im Dorf 180 Anwesen und beide Mühlen abgerissen. 1950 hatte das Dorf 702 Einwohner und 1970 waren es 501.
Seit dem Ende des Krieges wurde die Kirche nicht mehr genutzt und verwahrloste. In den 1970er Jahren war sie bis auf die Kanzel leergeräumt und das meiste Inventar gestohlen oder zerstört. Die Altargemälde, die silberne Monstranz und Kerzenhalter, Leuchter und die Kirchenbänke verschwanden spurlos; die farbigen Bleiglasfenster wurden eingeworfen. Im Jahre 1976 erfolgte der Abriss der das Ortsbild dominierenden Kirche mit Traktoren.
Zusammen mit Uhelná wurde Václavice 1980 nach Hrádek nad Nisou eingemeindet. Der Tiefpunkt des Bevölkerungsrückganges war 1991 erreicht, als in Václavice nur noch 345 Personen mit dauerhaftem Wohnsitz gemeldet waren. Im Jahre 2001 bestand das Dorf aus 137 Wohnhäusern, in denen 399 Menschen lebten. Durch Václavice führt der Zittauer Jakobsweg.

## Ortsgliederung
Der Katastralbezirk Václavice u Hrádku nad Nisou umfasst die Ortschaften Uhelná und Václavice.

## Sehenswürdigkeiten
- Sühnekreuz, in der Nähe der abgetragenen Kirche, alten Überlieferungen zufolge soll an der Stelle ein schwedischer General begraben sein, jedoch wurde bei Ausgrabungen nichts gefunden, möglicherweise wurde das Kreuz auch früher schon versetzt
- Scholze-Mühle, ehemalige Windmühle, nordwestlich des Dorfes
- Spálena lípa, Baumdenkmal, nordwestlich des Dorfes
- Umgebindehäuser